# Doc Carlson
Doc Carlson, pseudonimo di Henry Clifford Carlson (Murray City, 4 luglio 1894 – Ligonier, 1º novembre 1964), è stato un giocatore di football americano, allenatore di pallacanestro e giocatore di baseball statunitense, membro del Naismith Memorial Basketball Hall of Fame dal 1959.

## Biografia
All'Università di Pittsburgh fu tra gli atleti di punta nella pallacanestro, nel baseball e nel football americano. Terminati gli studi, nel 1919 giocò a livello professionistico nei Cleveland Indians (squadra di football). Nel frattempo riuscì a laurearsi in medicina.
A partire dal 1922 fu l'allenatore dei Pittsburgh Panthers, squadra di pallacanestro dell'Università di Pittsburgh. Mantenne l'incarico per 31 anni consecutivi, vincendo 369 partite e perdendone 247.
Nel 1937 fu eletto presidente della National Association of Basketball Coaches. Fu tra i primi tre allenatori, insieme con Walter Meanwell e Phog Allen, che nel 1959 vennero ammessi nel Naismith Memorial Basketball Hall of Fame.